# Allée couverte de Porz Poul'han
L'allée couverte de Porz Poul'han, dite aussi Menez Korriged (« Mont des korrigans », en breton), est une sépulture mégalithique datant du Néolithique final (entre 3300 et 2800 av. J.-C.). Elle est située sur le rebord du plateau dominant l'ouest de l'anse de Pors Poulhan (ou Porz Poul'han), sur la commune de Plouhinec dans le Finistère.
Elle fait partie d'un ensemble archéologique préhistorique comprenant la nécropole mégalithique de la pointe du Souc'h et la grotte de Menez Dregan.

## Historique
Le monument est mentionné pour la première fois par le Chevalier de Fréminville qui le décrit ainsi : « Il a réellement un aspect imposant. Seize pierres verticales, rangées sur deux files parallèles, supportent sa plate-forme, qui était composée de trois énormes tables de pierre posées horizontalement. Il n'en existe plus que deux, celle du milieu a été brisée ; mais les deux que l'on voit encore sont de proportions extraordinaires ; l'une d'elles, celle de l'est, a vingt-quatre pieds de longueur et quatre et demi d'épaisseur. La longueur totale de ce monument est quarante-trois pieds ; sa direction est de l'est à l'ouest, et sa hauteur est de six pieds pieds et demi. ».
En 1942, l’armée allemande, sous prétexte que le dolmen gênait la visibilité d'une batterie côtière alors placée à quelques dizaines de mètres au sud, le fit partiellement démolir : certains piliers furent sectionnés, d'autres renversés et les deux tables subsistantes se sont effondrées (la plus orientale avait déjà à moitié basculée), à cette occasion. Après la Seconde Guerre mondiale, le site devient un dépôt d'ordures. Au début des années 1970, la commune envisage de déplacer le monument sur un autre site.
Entre 1988 et 1989, après les deux campagnes de fouilles menées de 1986 à 1987 sous la direction de Michel Le Goffic, le monument est acquis et restauré par le Conseil général et la commune de Plouhinec sur la base d'un plan issu des recherches du service départemental d'archéologie. À cette occasion, plusieurs piliers alors manquants ont été remplacés afin de remonter deux des tables de couverture et un aménagement touristique du site archéologique a été réalisé sur place.

## Description
Le monument a été construit sur un promontoire, lieu de débitage de silex côtier, sur le rebord d'un plateau dominant la baie d'Audierne. Une grotte très profonde, qui devait être accessible au Néolithique, se trouve au sud de l'allée couverte.

Plan de l'allée couverte après restauration.

L'allée couverte est composée d'une chambre funéraire, orientée ouest-est, mesurant 10,80 m de long sur 1,50 à 2 m de large de l'entrée vers le fond. Elle est délimitée par deux rangées de huit piliers constitués d'orthostates en gneiss d'une hauteur moyenne de 2,20 m et disposés avec un chevauchement systématique des dalles. Ce choix de construction, très original, assure, au niveau architectural, une plus grande stabilité et une meilleure étanchéité et donne, visuellement, l'illusion d'un élargissement progressif de la chambre en progressant vers le fond. Leur installation avait été précédé par le creusement dans le sous-sol rocheux sous-jacent de deux tranchées parallèles, d'une largeur de 0,60 à 0,80 m sur 0,25 à 0,33 m de profondeur, destinées au calage des piliers. Les piliers supportaient à l'origine, trois tables de couverture, dont la plus importante pèse environ 15 tonnes. Des traces d'un dallage du sol de la chambre ont été retrouvées. Au-delà de la dalle de chevet, il existe une petite cella légèrement désaxée par rapport à la chambre, mais cette disposition pourrait résulter des extractions de pierres réalisées sur le site au Moyen Âge.
L'ensemble était inclus dans un cairn naviforme d'environ 25 m de longueur, tronqué dans sa partie occidentale par la construction d'un chemin mais bien conservé dans sa partie sud sur 0,50 à 0,60 mm de hauteur. A 2 m des parois de la chambre, le cairn était entouré d'un péristalithe, dont les fosses de calage des dalles ont été retrouvées lors des fouilles. Les deux extrémités du cairn, devant l'entrée et devant la cella, était précédée d'un parvis dallé, de forme ogivale, constitué d'énormes galets plats prélevés sur la côte voisine.

## Matériel archéologique
Quelques débris osseux humains (fragments d'os longs et de calotte crânienne) et un mobilier archéologique très abondant y ont été découverts,.
Le mobilier lithique comprend 3 908 silex, principalement des éclats bruts (1670) et des débris (663) mais aussi des nucleus (149) , des lamelles (6), des armatures de flèches tranchantes (18), des éclats retouchés (24), des galets (13), des grattoirs (8). Ce mobilier en silex a été retrouvé tant à l'intérieur qu'à l'extérieur du monument, de la surface du sol jusqu'au sous-sol rocheux. Un fragment de hache polie en dolérite de type A de Plussulien et divers galets en quartzite utilisés comme outils ont aussi été retrouvés.
Parmi les 786 tessons de céramique découverts, trois types de vases peuvent être identifiés : des bols à bord droit et fond ronds du style Crec'h-Quillé, des vases carénés, des vases type « pot-de-fleur » attribuables à la Culture Seine-Oise-Marne,.
Les éléments de parure comprennent dix perles en stéatite et deux en os ou en ivoire,.
L'ensemble du mobilier archéologique est caractéristique du Néolithique moyen à final,.
La mise au jour d'une perle en pâte de verre bleue, au centre de la chambre, atteste d'une réutilisation du monument à l'âge du Bronze. Durant la période gallo-romaine, le rôle funéraire perdure comme l'atteste l'enfouissement d'urnes cinéraires datées des IIe siècle-IIIe siècle dans la partie sud du tertre.